# 901 Brunsia
901 Brunsia este un asteroid din centura principală, descoperit pe 30 august 1918, de Max Wolf.